# 陈国青
陈国青，清华大学经管学院讲席教授，研究领域为商务智能与大数据分析、电子商务与决策支持等，中华人民共和国教育部第七批“长江学者”特聘教授。

## 生平
曾就读于中国人民大学、荷兰语鲁汶天主教大学，曾担任国际管理商学院联盟（PIM）联执主席。